# QV23
QV 23 est un des tombeaux situé dans la vallée des Reines, dans la nécropole thébaine, sur la rive ouest du Nil face à Louxor en Égypte.

## Description
QV 23 est une tombe anonyme datant de la XVIIIe dynastie, constituée d'un puit, aujourd'hui fermé par une grille, qui relie la surface à un réseau de trois chambres creusées dans de la marne et du schiste argileux dont seules les deux premières, en enfilade, sont accessibles. La troisième chambre est en effet connectée à la seconde par un puit profond.
Une équipe du CNRS a mis au jour soixante-sept fragments de momies, soixante-et-un crânes et des os d'au moins quatre-vingt-neuf adultes et vingt-huit enfants, ainsi que des morceaux d'un sarcophage en bois peint. En octobre 2008, une équipe conjointe du CNRS et du CSA a découvert des restes de momies, neuf sacs de tissus en lin, sept sacs de poteries, un sac de bois, un sac de paille et des fragments divers.

## Histoire
La tombe a été réutilisée durant la Troisième Période intermédiaire.
Elle est explorée par en 1987 par une équipe franco-égyptienne.